# Timpà (arquitectura)

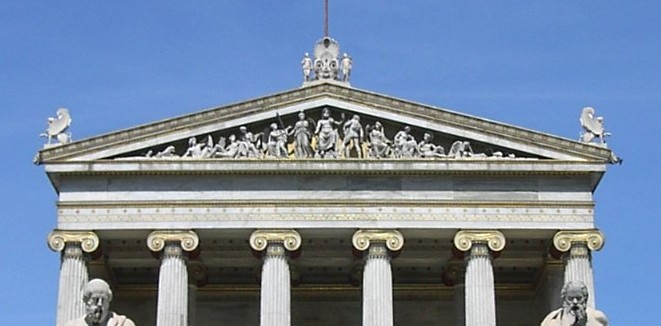

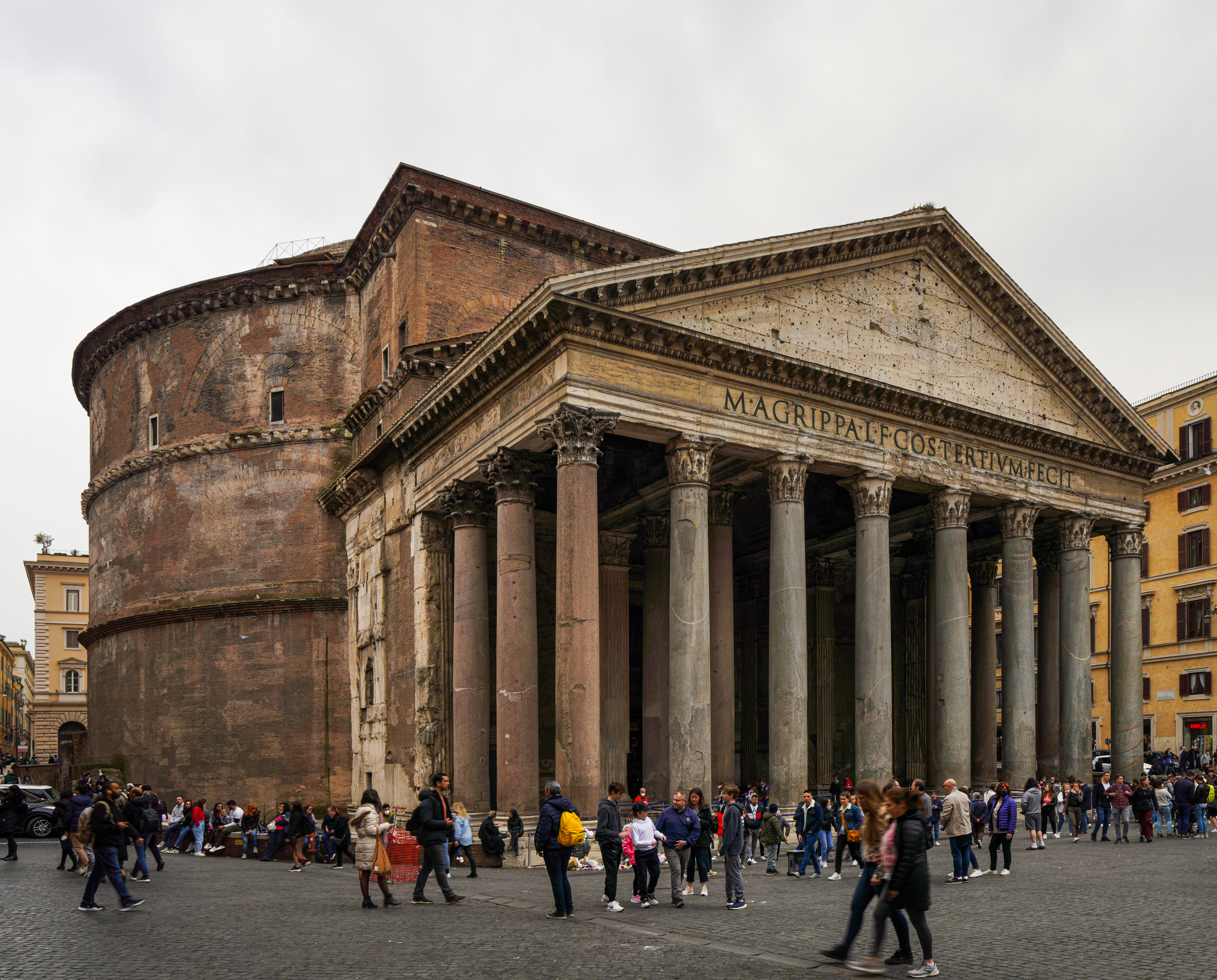
El panteó de Roma amb un timpà simple

En arquitectura, un timpà és l'espai delimitat entre una llinda i les arquivoltes. Habitualment correspon amb la part alta d'una portada o d'una finestra. També és l'espai delimitat dins el frontó en els temples clàssics.
Al llarg de la història s'han fet servir per diferents cultures i adoptant diferents aspectes:

Els més antics es troben a l'antic Egipte de la primera meitat del segle iii aC. Més endavant es troben en l'arquitectura grega, també es van fer servir en les construccions del cristianisme i en l'arquitectura islàmica.

## En l'arquitectura de la Grècia i Roma antigues
En l'arquitectura clàssica el timpà tenia forma triangular o gablet.
En podem trobar exemples notables als temples grecs com el Partenó a l'Acròpoli d'Atenes, decorat amb escultures emmarcades per un frontó.

## En l'edat mitjana

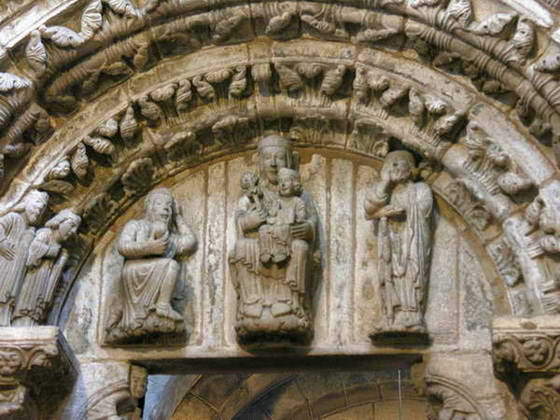
Timpà sobre la porta de l'església de Santiago de Corticela a Santiago de Compostel·la.

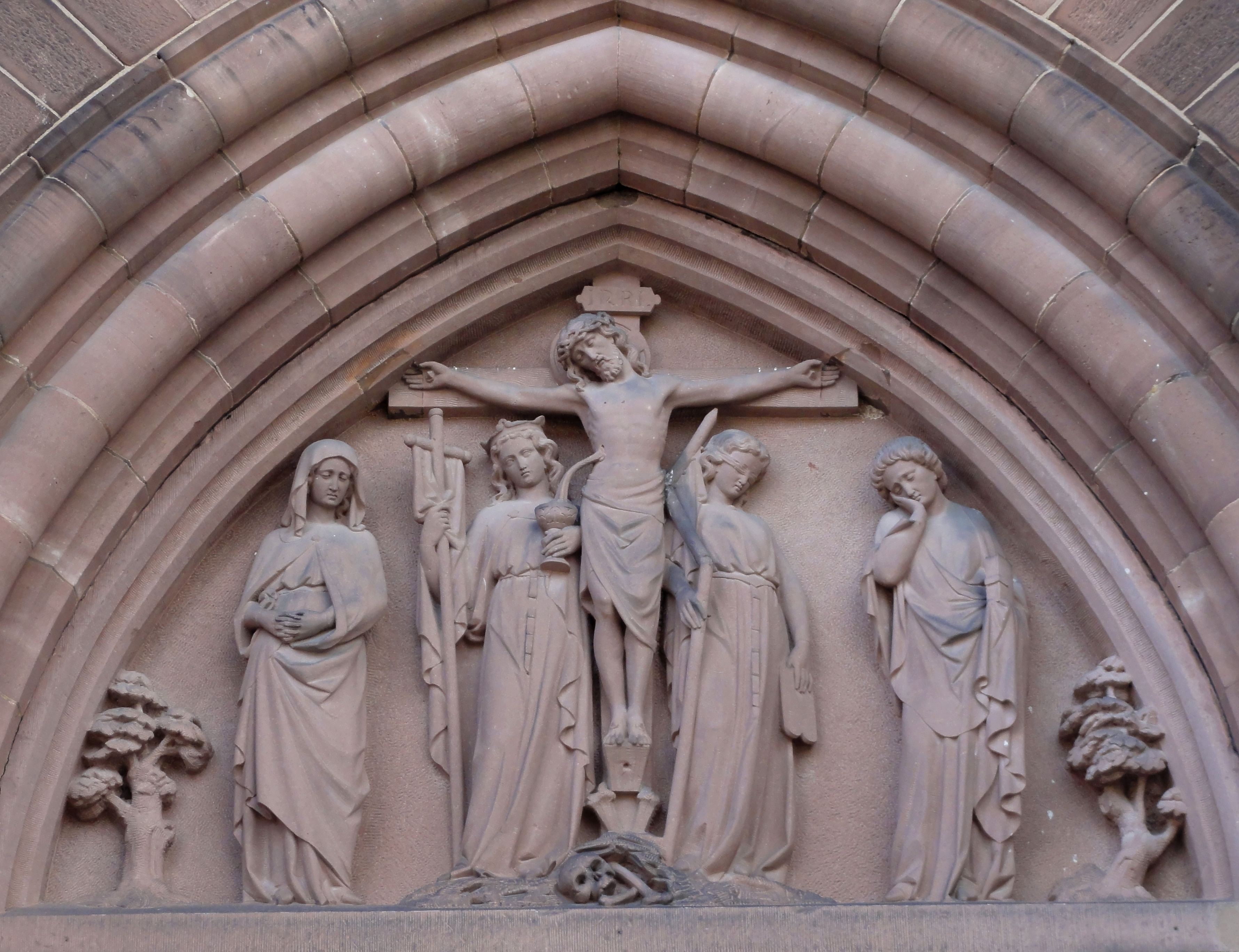
Timpà apuntat sobre la portalada de l'església de Nostra Senyora dels Dolors de Marienthal

A l'edat mitjana, esdevé un espai semicircular a la part superior d'una portalada romànica. L'espai és aprofitat per narrar amb escultures escenes de la bíblia o per representar sants. En l'estil gòtic sol agafar forma apuntada, i manté la decoració escultòrica.

## Del Renaixement en endavant
Durant el Renaixement es fan servir sobretot en les finestres de façanes de palaus i desapareix l'ornamentació escultòrica. En l'estil Barroc s'empren tant en edificis civils com en religiosos i es dona més importància a la forma que a la decoració de l'interior.

En l'arquitectura neoclàssica tornen a sorgir els mateixos models triangulars del temples clàssics, però amb decoració de línies més simplificades i aplicat a edificis civils.

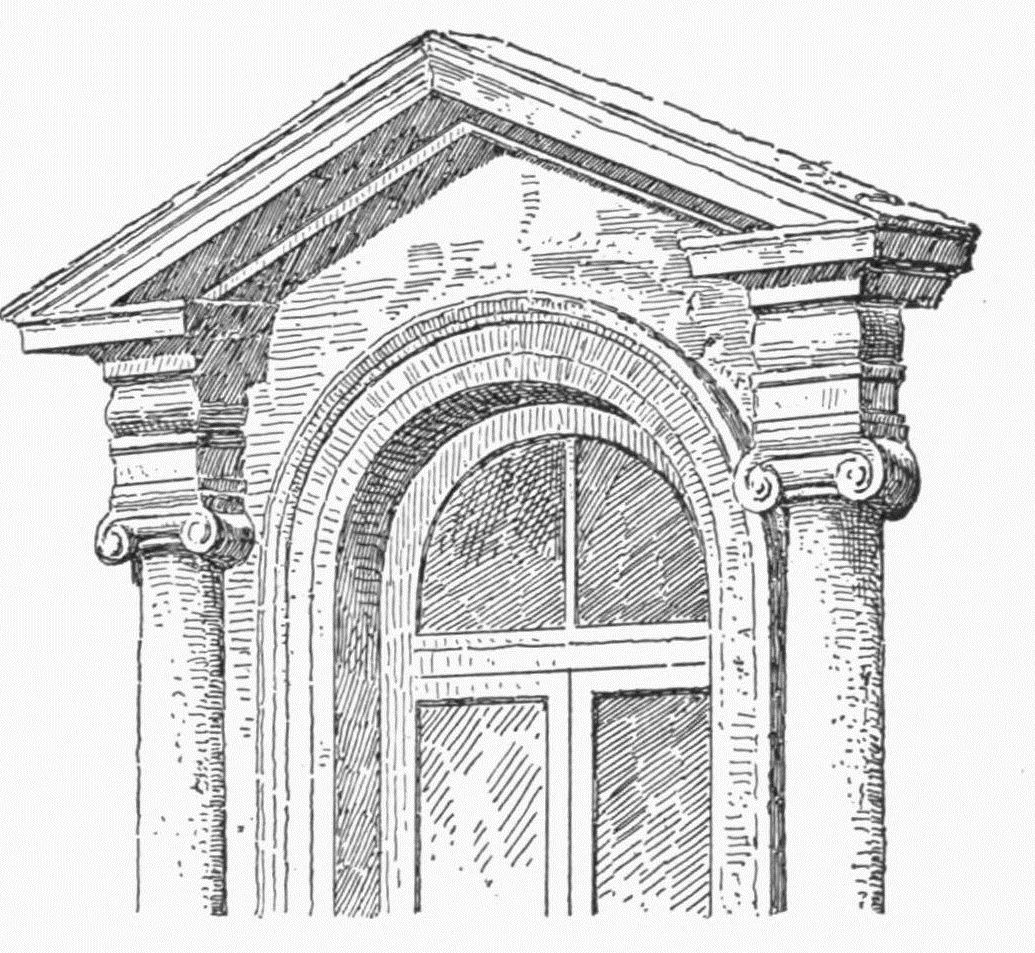
Timpà sense decoració típic del Renaixement
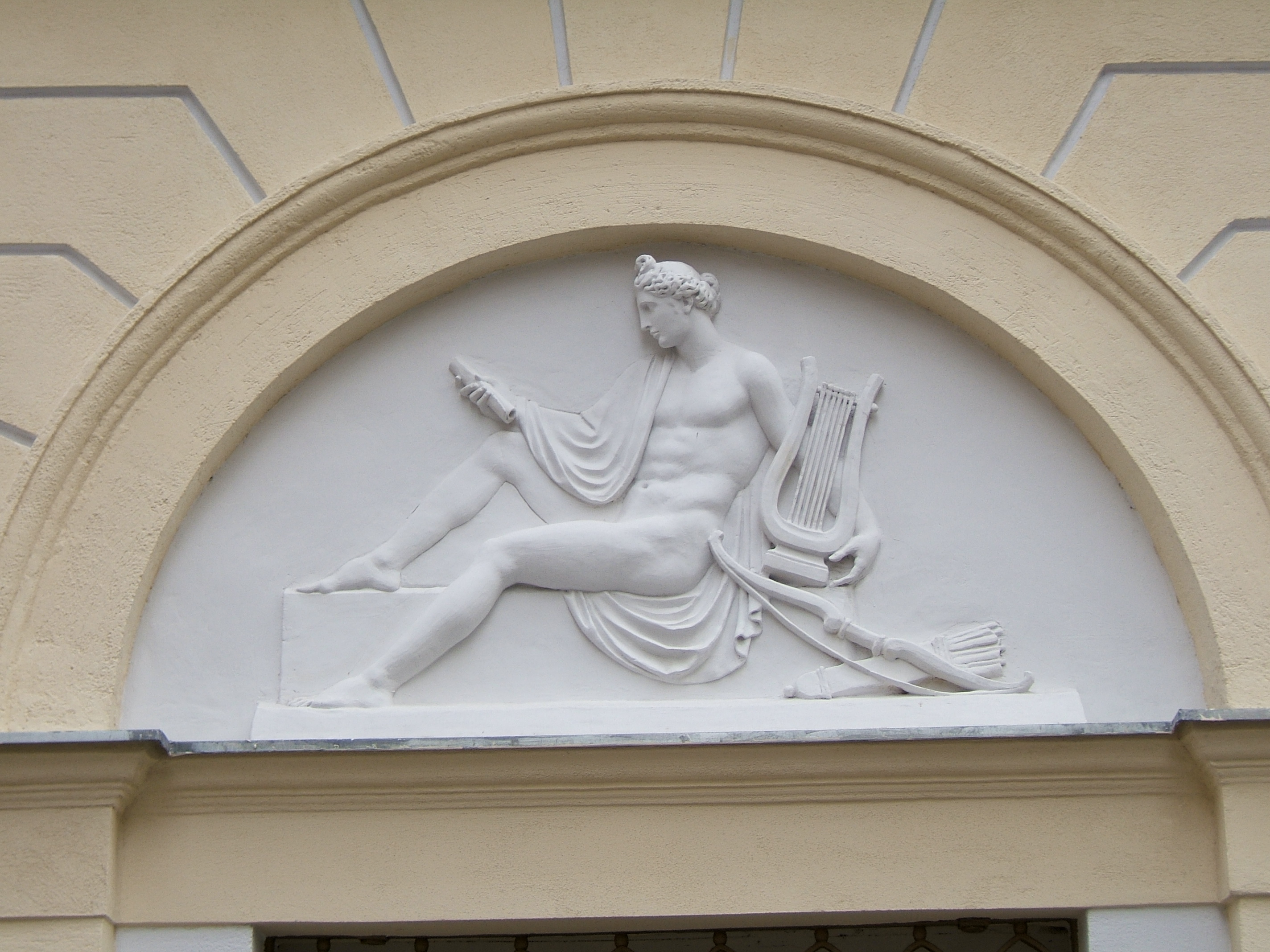
Un dels timpans que hi ha a les finestres del palau Palffy de Viena
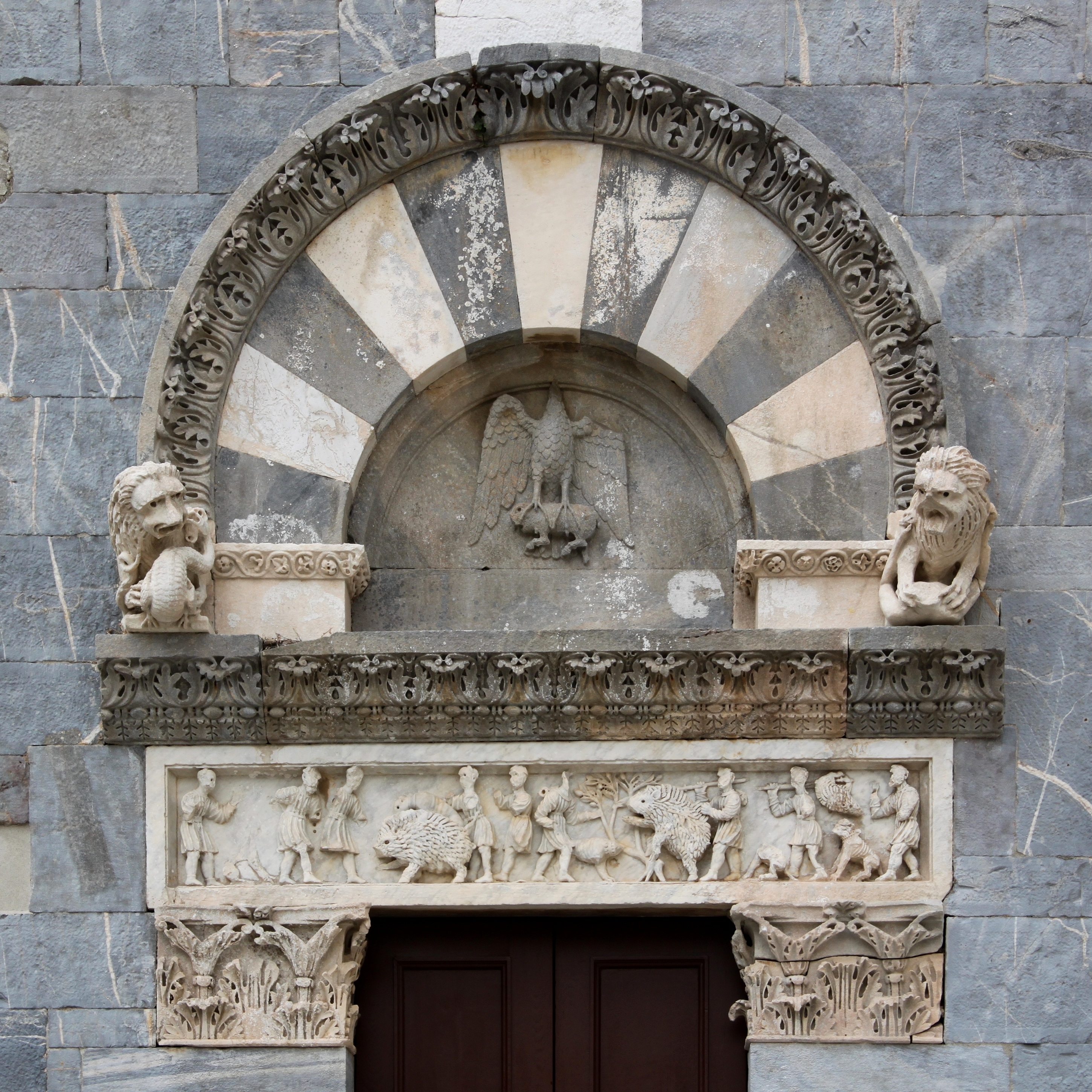
Timpà d'influència àrab, església de sant Joan a Campiglia Marittima, Itàlia
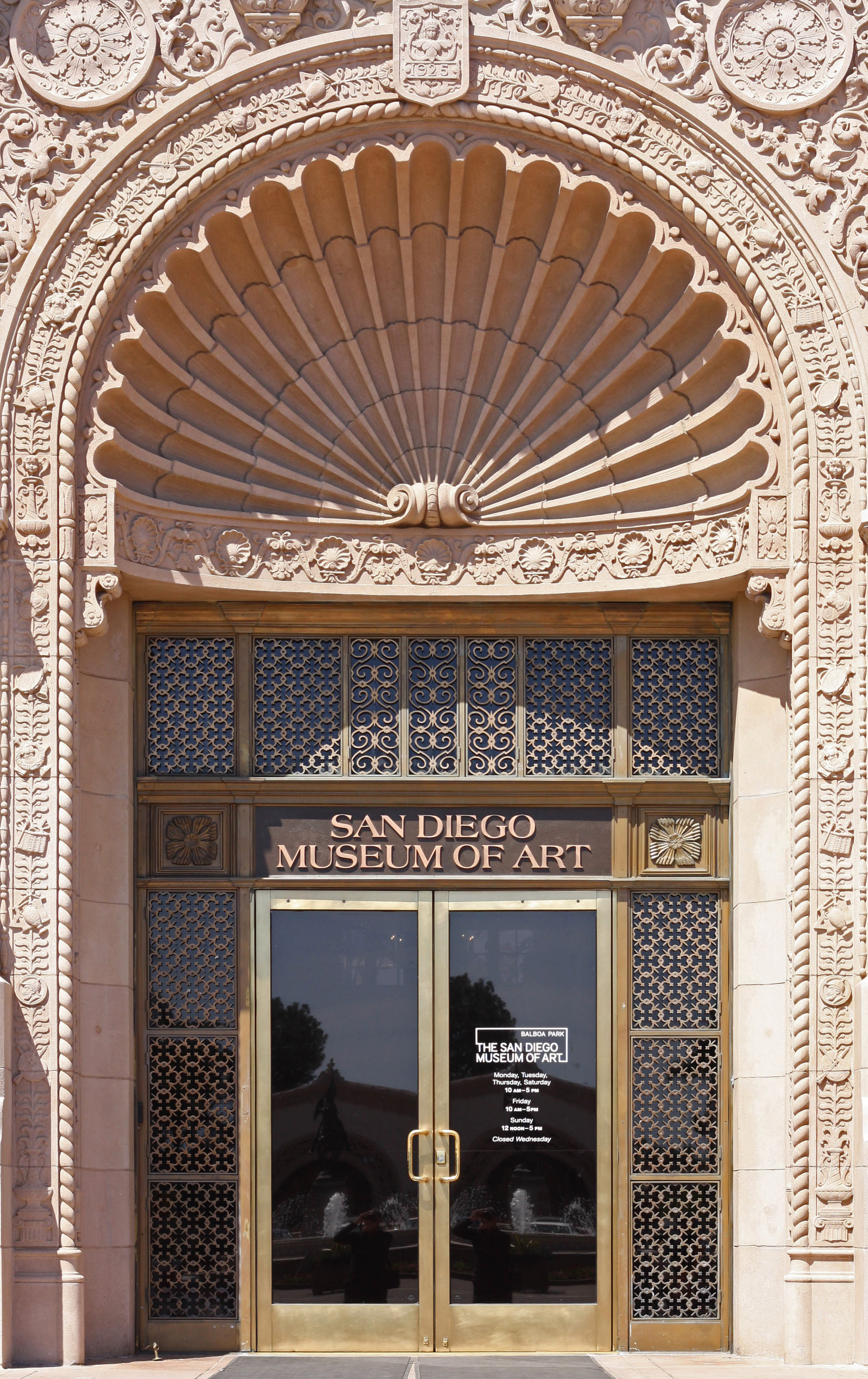
Timpà d'estil barroc, sobre la portalada del Museu d'Art, San Diego,EUA
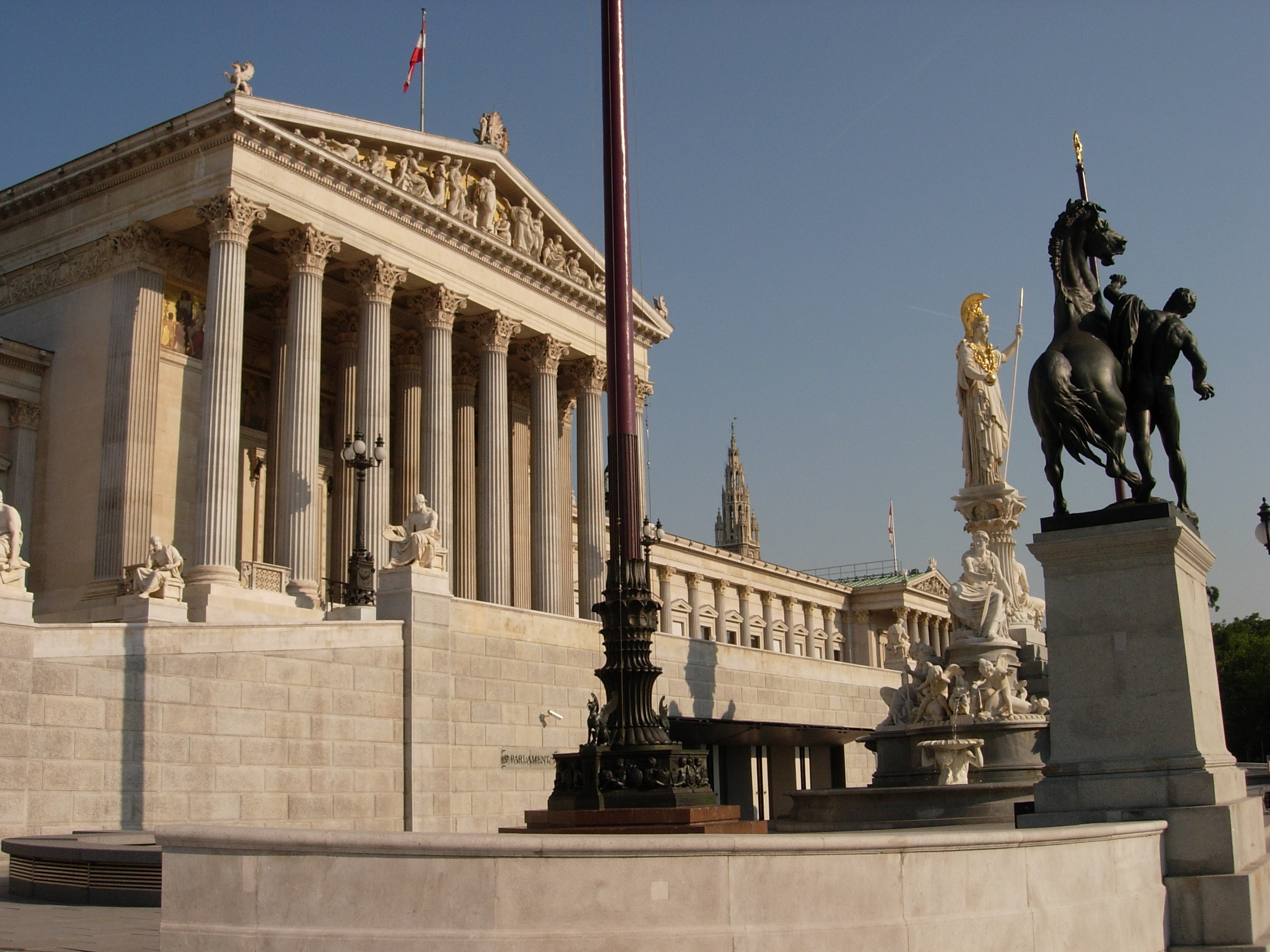
Timpà en l'arquitectura neoclàssica, edifici del parlament austríac, Viena